# Замок Белсі
Замок Белсі (англ. Belsay Castle) — середньовічне укріплення, розташоване на півночі Англії в графстві Нортумберленд.

## Історія
Замок був побудований між 1439 і 1460 роками і протягом декількох століть належав родині Міддлтон, яка володіла прилеглими землями з 1270-х років. Постійно перебудовуючи і удосконалюючи замок, Міддлтони жили там аж до 1817 року, а потім перебралися в Белсі-хол — більш сучасний будинок, споруджений поряд. Замок добре зберігся — масивна чотириярусна споруда донині увінчана чотирма сторожовими вежами, а всередині замку розташовані кухня, велика зала і шість невеликих кімнат. 